# Rafael Montes de Oca

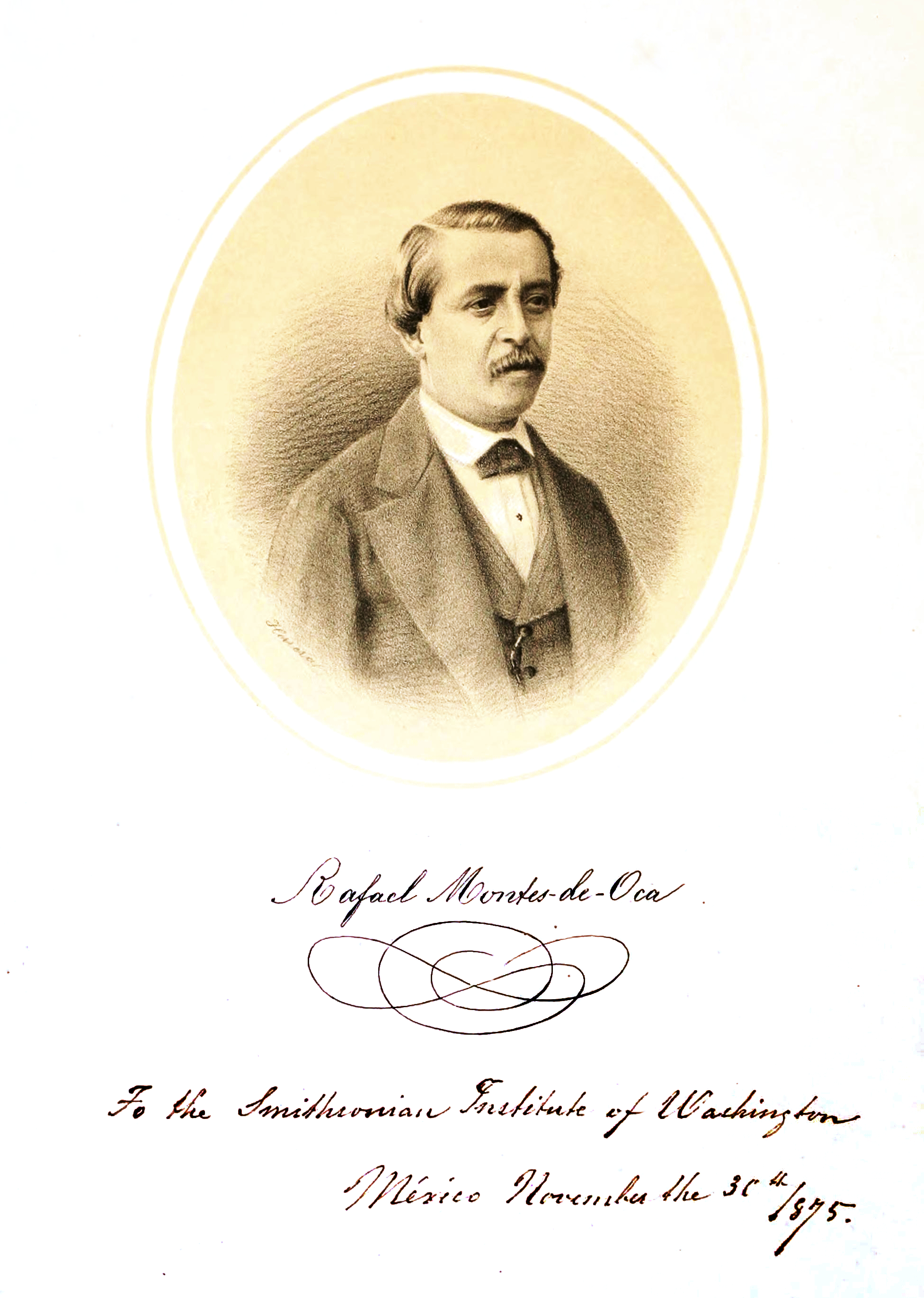
Rafael Montes de Oca

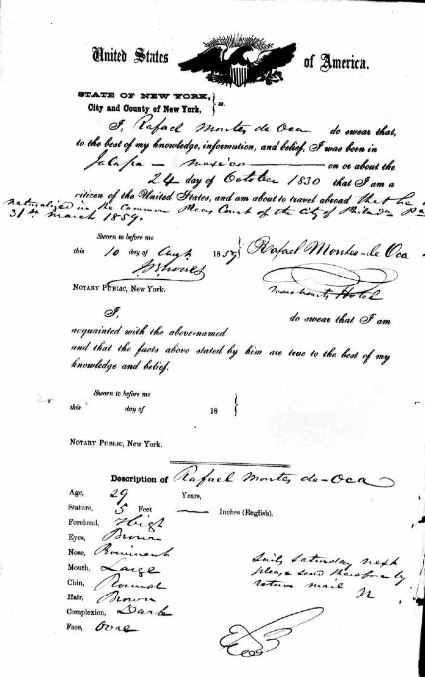
Dokument mit dem Geburtsdatum von Rafael Montes de Oca

Rafael Montes de Oca (* 24. Oktober 1830 in Xalapa; † 1885 oder später) war ein mexikanischer Ornithologe, Botaniker, Künstler und Lehrer für Zeichnen, Glasmalerei und Sprachen. Außerdem war er Naturaliensammler für die Grenzkommission zu Guatemala (Comisión de Límites en Guatemala).

## Leben und Wirken
Montes de Oca war Schüler an der Academia de San Carlos. Für seine Zeichnungen und Gemälder erhielt er zwischen 1850 und 1856 einige Preise. Seine soziale Stellung war eher bescheidener Natur, so dass er zeit seines Lebens mit wirtschaftlichen Problemen kämpfte. Diese zwangen ihn Englisch, Französisch und Zeichnen zu lehren. So lebte er einige Zeit in seiner Heimatstadt Xalapa. 1871 trat er der Sociedad Mexicana de Historia Natural bei. Eine seiner Schülerinnen war die ebenfalls in Xalapa geborene Luz Fernández de Herrera (1855–1945), die von ihm am Nuevo Instito zur Lehrerin ausgebildet wurde.
In mehreren Artikeln in der Fachzeitschrift La Naturaleza publizierte er über die mexikanischen Kolibris. Die Tafeln zu den Artikeln wurden von Hesiquio Iriarte (1820–1903) lithographiert und teils von José María Velasco Gómez (1840–1912) und Montes de Oca koloriert. 1875 erschienen die Artikel in einem Buch mit dem Titel Ensayo ornitológico de los troquilideos ó colibríes de México und vom Ministerium für Öffentlichkeitsarbeit gesponsert wurde. Das Werk enthält 12 Tafeln, an den wiederum Iriarte und Velasco bei einigen mitwirkten. In seinem Vorwort des Buches dankte Montes de Oca seinem Freund Auguste Sallé (1820–1896) dafür, dass er ihn auf den Unterschied zwischen dem Schmucksternkolibri (Calothorax pulcher Gould, 1859) und Luzifersternkolibri (Calothorax lucifer (Swainson, 1827)) (Syn: Calothorax cyanopogon) erklärte. Laut Elías Trabulse (1942–) kooperierte Montes de Oca mit Velasco an dessen Werk Iconografía botánica mexicana, welches aus 57 Aquarellen bestand.
Als die Comison Científica de Valle de México 1865 José María Velasco und Luis Coto y Maldonado (1830–1891) zu einer Expedition nach Methylaltoyuca schickte, begleitete sie der junge Montes de Oca die ganze Reise, obwohl ihn Ramón Almaraz in seinen Memoria acerca de los terrenos de Metlaltoyuca nicht erwähnte.
1880 las Velasco vor der Sociedad Mexicana de Historia Natural  ein Memorandum über eine Reise von Montes de Oca durch Chiapas, in dem er über die Bräuche der Indianer, die Topographie und Flora und Fauna der Region berichtete. Darin beschrieb Montes de Oca eine für ihn neue Art der Gattung Sarcoramphus, bei der es sich aber um ein Weibchen des Königsgeiers handelte. Außerdem beschrieb er einen Kolibri, der im neu für Mexiko erschien und bat darum diese Beschreibung publizieren zu dürfen. Die Publikation des Kolibris wurde als unangemessen abgelehnt.
François Sumichrast erwähnte 1882 einen Bericht von Montes de Oca, bei dem er am Río Coatán in der Nähe von Tapachula von Beulenkrokodilen (Crocodylus moreletii) berichtete.
Im Jahr 1883 erschien von Montes de Oca ein Artikel für Grenzkommission in Guatemala in dem Montes de Oca schrieb:

„Als die Heuschrecke (Montes de Oca nannte sie Acridium peregrinum, eine Art die aber nur in Afrika vorkommt) zum letzten Mal aufgetauchte, glaubte man, dass sie wie früher die Cholera mit sich bringen würde und tatsächlich kam die Epidemie im letzten Jahr 1882 nach Tonalá und an anderen Orten im Bundesstaat Chiapas, wo  sie einige Todesfälle verursachte; und obwohl gesagt wurde, dass es sich nicht um Cholera morbus handelte, stimmte dies vielleicht in einigen Fällen, aber in anderen im Verhältnis zu den aufgetretenen Symptomen wohl eher nicht.“

Im gleichen Jahr, vermutlich wegen der Ablösung des Leiters Manuel Eusebio Pastrana (1852–), kehrte Montes de Oca aus Soconusco zurück und brachte von dort eine Vielzahl von Pflanzen, Früchten und Samen mit. Ein Großteil der Sammlung ging an die am 23. August 1883 gegründete Comisón Cientifica Mexicana unter der Leitung von Alfonso Luis Herrera. Diese Kommission wurde gegründet, um zunächst das Tal von Mexiko naturwissenschaftlich zu erkunden. Auf Betreiben von General Carlos Pacheco Villalobos (1839–1889) wurde das Sammelgebiet auf ganz Mexiko ausgeweitet. Am 1. Oktober 1883 wurde Montes de Oca unter der Leitung von José Salazar Ilarregui von der Kommission erneut zunächst nach Soconusco als naturwissenschaftlicher Präparator gesendet. Auf Vorschlag von Manuel Fernández Leal (1831–1909) ging um 1886 die herpetologische Sammlung von Montes de Oca an die Comisión geográfico-exploradora de la República Mexicana. Die Tiere, die Montes de Oca in Soconusco sammelte landeten im Museo Nacional de México und wurden von Herrera beschrieben. So sammelte Montes de Oco 1884 in Soconusco sowie im Bundesstaat Oaxaca. Es folgten 1884 der Bundesstaat Puebla und 1885 die Umgebung von Xalapas, in denen er Pflanzen und Kräuter sammelte. Seine botanische Sammlung ist heute Bestandteil des Herbario Nacional de México. Es war Fernando Altamirano Carbajal (1848–1908), der sich um die Herbarien von Paul Jean Baptiste Maury (1858–1893) aus Huasteca, die Farnsammlung des deutschstämmigen Hugo Finck (?–1895) und die spätere Monte Ocas Sammlung bemühte.
Lange nach Monte de Ocas Tod erschien im Jahr 1963 Hummingbirds and orchids of Mexico bzw. Colibríes y orquídeas de México. Die Tafeln mit einem Manuskript von Montes de Oca befand sich im Besitz einer Schülerin namens Gertrudis García Teruel de Schmidtlein (1844–1912) geb Teruel y Manso. Sie war die Großmutter der Herausgeberin Carolina Amor de Fournier (1908–1993). Der Originaltitel im Manuskript war Monograpfía de los Colibríes y Apuntes sobre las Principales Orquídeas de México. Wichtige wissenschaftliche Beiträge und Ergänzungen zum Werk gab es von Rafael Martín del Campo (1910–1987) und von Norman Pelham Wright, der sich um die Identifizierung der Orchideen auf den Tafeln kümmerte. Montes Oca widmete darin seinem Freund Manuel María Villada Peimbert (1840–1924) Atthis villadesi, die heute als Synonym für die Rosenkehlelfe (Atthis heloisa (Lesson, RP & Delattre, 1839)) gesehen wird. Leider gingen bei einem früheren Versuch das Werk zu publizieren zwei Tafeln verloren. Über seinen genauen Todeszeitpunkt ist wenig bekannt.

## Dedikationsnamen
George Newbold Lawrence nannte 1867 die Halsband-Grundammer (Pipilo ocai) nach ihm. Bei der von John Gould 1859 beschriebene Art Amazilia ocai handelt es sich wohl um eine Hybride aus Blaukopfamazilie (Amazilia cyanocephala) und Beryllamazilie (Amazilia beryllina).

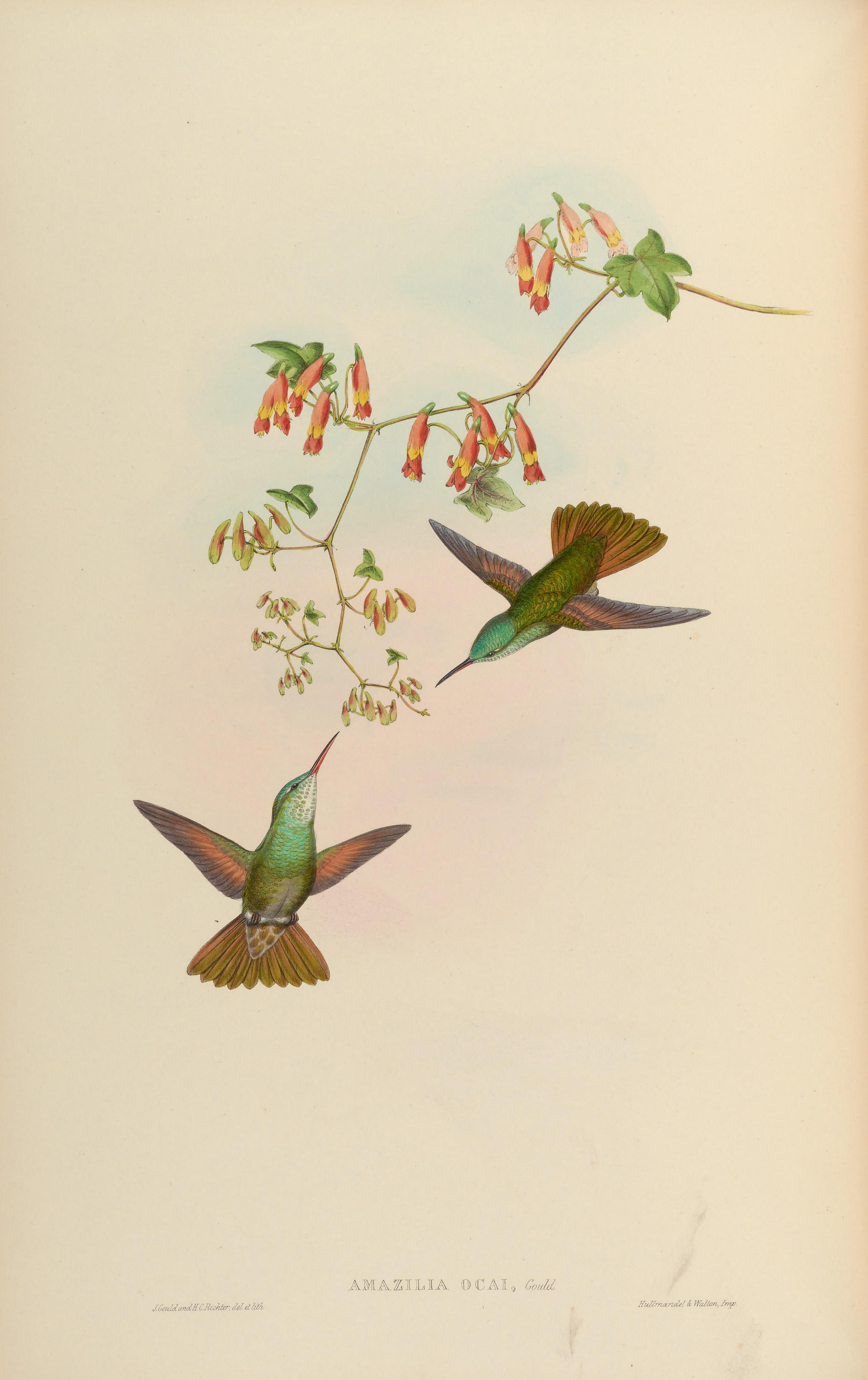
Amazilia Ocaí illustriert durch John Gould und Henry Constantine Richter (1821–1902)
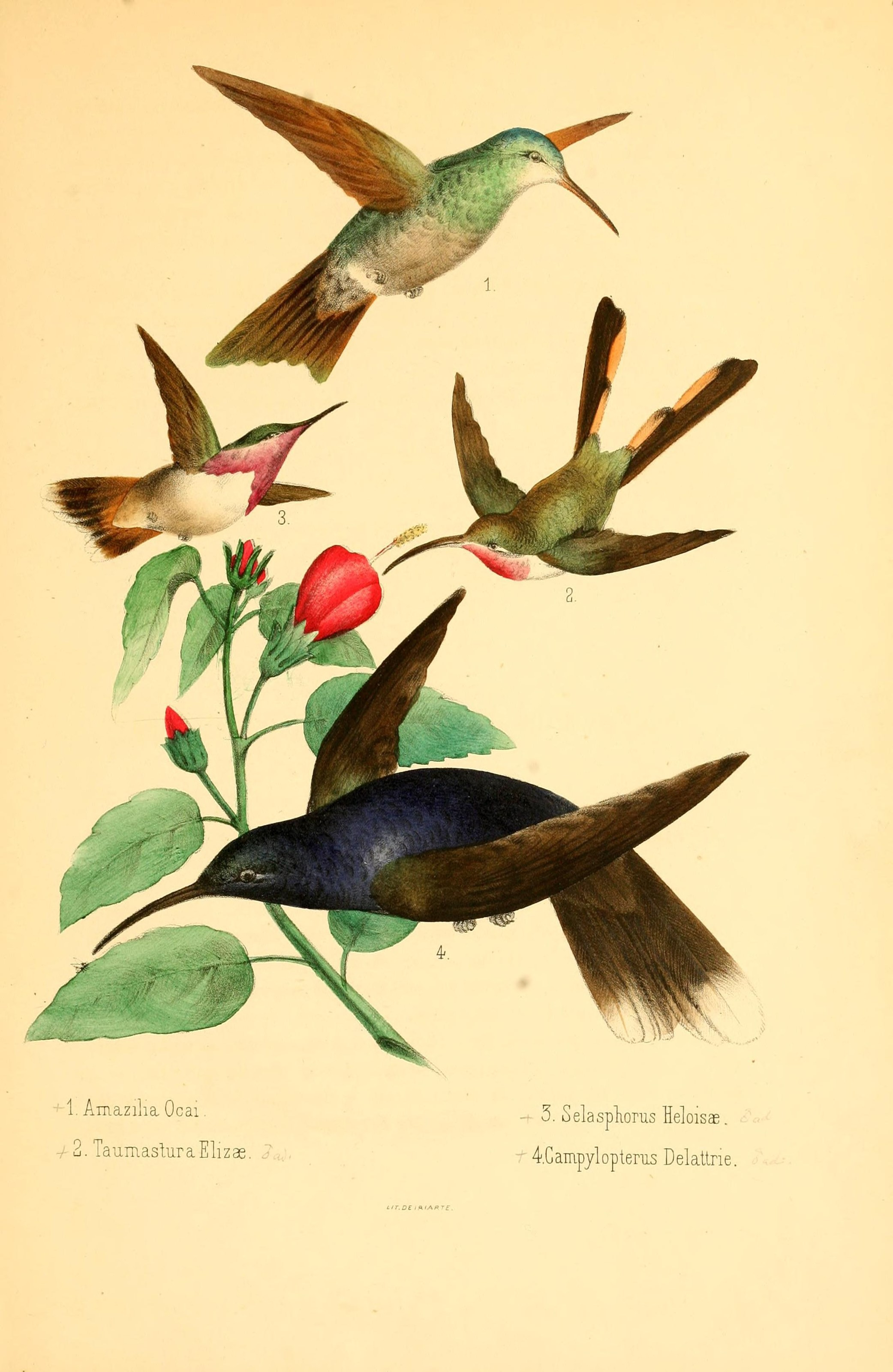
Amazilia Ocaí (Figur 1) illustriert von Rafael Montes de Oca
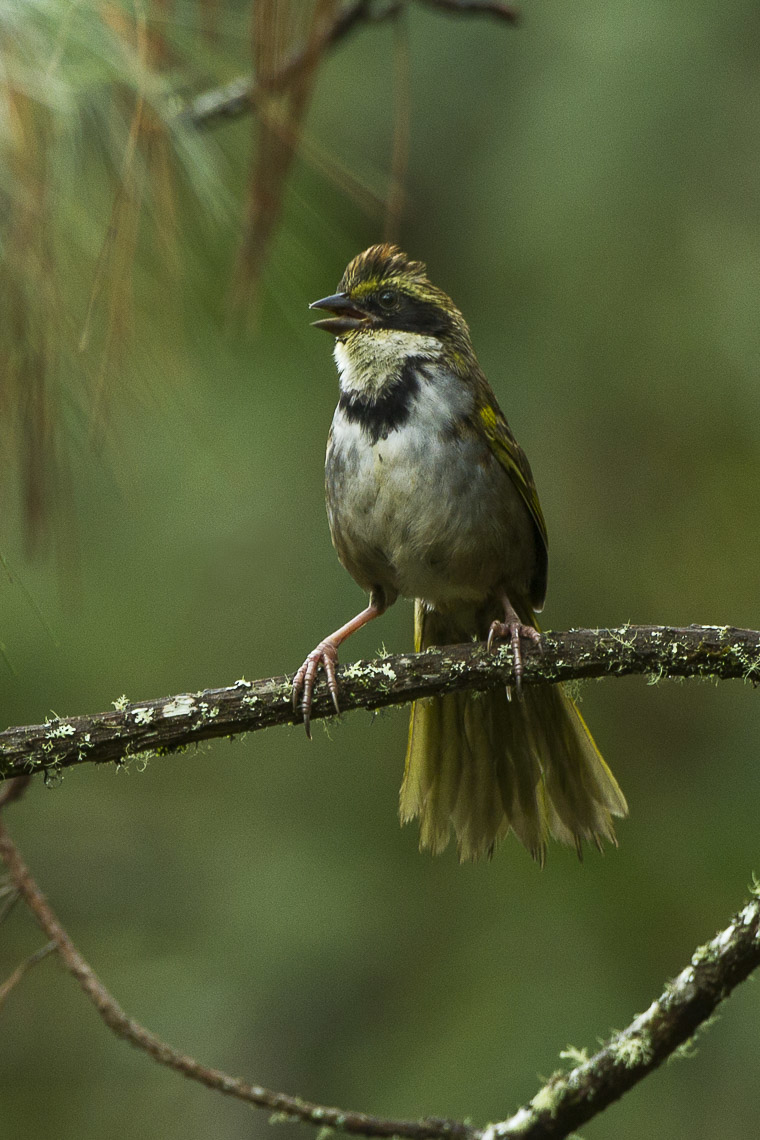
Halsband-Grundammer (Pipilo ocai)

## Publikationen (Auswahl)
- The Mexican Humming Bird. In: Proceedings of the Academy of Natural Sciences of Philadelphia. Band 12, 1860, S. 47–48 (biodiversitylibrary.org).
- Ensayo ornitológico de la familia Trochilidae o sea de los Colibries o Chupamirtos de México. In: La Naturaleza; periódico científico del Museo Nacional de Historia Natural y de la Sociedad Mexicana de Historia Natural. Band 3, S. 15–31 (biodiversitylibrary.org – 1874–1876).
- Ensayo ornitológico de la familia Trochilidae o sea de los Colibries o Chupamirtos de México. In: La Naturaleza; periódico científico del Museo Nacional de Historia Natural y de la Sociedad Mexicana de Historia Natural. Band 3, S. 59–66 (biodiversitylibrary.org – 1874–1876).
- Ensayo ornitológico de la familia Trochilidae o sea de los Colibries o Chupamirtos de México. In: La naturaleza; periódico científico del Museo Nacional de Historia Natural y de la Sociedad Mexicana de Historia Natural. Band 3, S. 99–106 (biodiversitylibrary.org – 1874–1876).
- Ensayo ornitológico de la familia Trochilidae o sea de los Colibries o Chupamirtos de México. In: La Naturaleza; periódico científico del Museo Nacional de Historia Natural y de la Sociedad Mexicana de Historia Natural. Band 3, S. 159–167 (biodiversitylibrary.org – 1874–1876).
- Ensayo ornitológico de la familia Trochilidae o sea de los Colibries o Chupamirtos de México. In: La Naturaleza; periódico científico del Museo Nacional de Historia Natural y de la Sociedad Mexicana de Historia Natural. Band 3, S. 203–211 (biodiversitylibrary.org – 1874–1876).
- Ensayo ornitológico de la familia Trochilidae o sea de los Colibries o Chupamirtos de México. In: La Naturaleza; periódico científico del Museo Nacional de Historia Natural y de la Sociedad Mexicana de Historia Natural. Band 3, S. 299–304 (biodiversitylibrary.org – 1874–1876).
- Catalogo de las maderas colectadas por el Sr. Socio D. Rafael Montes de Oca, en el Estado de Veracruz, en las cercanías de Actopan, 713 metros sobre el nivel del mar, á los 19°20° latirud N. à los 2° 13° de longitud W de México. In: La naturaleza; periódico científico del Museo Nacional de Historia Natural y de la Sociedad Mexicana de Historia Natural. Band 3, S. 397–399 (biodiversitylibrary.org – 1874–1876).
- Ensayo ornitológico de los troquilideos ó colibríes de México. I Escalante, Mexiko-Stadt 1875 (biodiversitylibrary.org).
- Informe del Colector del naturalista de la comison de Limites en GuatemalaInforme que la Comision para el estudio de los medios mas adecuados para la destruccion de la langosta rinde á la Secretaría de fomento. Impr. de F. Diaz de Leon, Mexiko-Stadt 1883, S. 108–110 (biodiversitylibrary.org).
- Rafael Montes de Oca Hrsg durch: Herausgabe und Vorwort: Carolina Amor de Fournier, Einführung und Text zu den Tafeln Rafael Martín del Campo, Englische Übersetzung und Ergänzungen Norman Pelham Wright: Hummingbirds and orchids of Mexico. Editorial Fournier, Mexiko-Stadt 1963.
- Rafael Montes de Oca:  Herausgabe und Vorwort: Carolina Amor de Fournier, Einführung und Text zu den Tafeln Rafael Martín del Campo: Colibríes y orquídeas de México. Editorial Fournier, Mexiko-Stadt 1963.